# Andrew Cohen (giornalista)
Andrew Cohen (23 ottobre 1955) è un giornalista canadese, vincitore di numerosi premi, autore di bestseller e professore di giornalismo alla Scuola di Giornalismo e alla Scuola di Affari Internazionali Norman Paterson dell'Università Carleton.
Cohen ha scritto numerosi lavori sugli affari internazionali e sulla politica canadese. Tra i suoi libri: A Deal Undone: The Making and Breaking of the Meech Lake (Un affare incompiuto: la creazione e la rottura del Lago Meech) e Trudeau's Shadow: The Life and Legacy of Pierre Elliott Trudeau (L'ombra di Trudeau: la vita e l'eredità di Pierre Elliott Trudeau).
Cohen nacque a Montréal. Studiò scienze politiche alla Università McGill e prese poi le specializzazioni in giornalismo e relazioni internazionali all'Università Carleton. Dal 1991 al 1993, fu Visiting Fellow (professore associato in visita) all'Università di Cambridge. Trascorse anche un anno all'Istituto tedesco per gli affari e la sicurezza internazionali a Berlino.
Ha lavorato come giornalista per The Ottawa Citizen, United Press International, Time, The Financial Post, Saturday Night e The Globe and Mail. Al Globe and Mail, fu membro del comitato editoriale, colonnista e corrispondente estero da Washington. Cohen ha vinto due Premi nazionali canadesi per i giornali, tre Premi nazionali canadesi per le riviste e la Medaglia d'oro del Giubileo della Regina elisabetta II.
Ha scritto e collaborato alla stesura di cinque libri, tra i quali: The Unfinished Canadian: The People We Are (Il canadese incompiuto: il popolo che siamo) e While Canada Slept: How We Lost Our Place in the World (Mentre il Canada dormiva: come abbiamo perso il nostro posto nel mondo) che è stato un bestseller nazionale e finalista per il Premio letterario del Governatore generale per la sezione non narrativa. Il suo libro più recente è Extraordinary Canadians: Lester B. Pearson (Canadesi straordinari: Lester B. Pearson).